# Hans Torell
Hans Otto Torell, född 23 april 1904 i Hammars församling, Örebro län, död 5 mars 1985, var en svensk militär och motorsportman. Han var bror till Nils och Sven Torell.
Torell, som var son till direktör Otto Torell och Dagmar Boklund, avlade studentexamen i Stockholm 1924, reservofficersexamen 1930, diplomerades från Handelshögskolan i Stockholm 1932 och blev kapten 1942. Han blev föreståndare Svenska Teknologföreningens vägavdelning 1933, var sekreterare i Stockholmsområdets luftskyddsförbund 1938–1940, försäljningschef i AB I Bergengrens Bilbolag 1939, blev aktiv officer 1940 och var tygofficer vid Svea ingenjörkår från 1951.
Torell var framgångsrik inom alla grenar av motorcykelsporten. Han blev på Saroléa prickfri i Novembertävlingens soloklass 1927, vann på Harley-Davidson sidvagnsklassen i Majtävlingen 1931 samt erövrade 1933 på AJS för alltid den andra Shellkannan. I februari 1929 satte han svenskt rekord i klass GI på 1 km med 154,241 km/h. Som TT-förare vann han B-klassen i Sveriges GP 1931 (AJS) samt Sveriges TT och Stockholmsloppet 1931 (AJS) och 1932 (Husqvarna). Senare övergick han till bilsporten och vann bland annat A-klassen i Radiobiltävlingen 1933 (Desoto) samt Majtävlingens bilklass och Rikspokaltävlingen 1938 (DKW). Torell, som även gjort sig känd som tävlingsledare, var den ende svensk, som innehar förarmärken i guld för både bil och motorcykel samt dessutom ryttarmärket i guld. Hans var styrelseledamot i Frivilliga Motorcykelkåren 1928, Stockholms Ryttarförbund 1942 och Kungliga Automobilklubben 1952. Han var medarbetare i fackpressen huvudsakligen beträffande motor.